# Юность в сапогах
«Юность в сапогах» — песня российской рок-группы «Конец фильма» в жанре поп-рока, написанная для российского телесериала «Солдаты». Позднее была включена в одноимённый альбом, содержащий в себе все композиции, играющие в сериале. Изначально песня должна была получить название «Солдатская», а также содержать дополнительный куплет.
Композиция стала очень известной в России — создавались рингтоны для сотовых телефонов, ремиксы и пародии. Также были записаны вариации «Юность в сапогах 2» и «Юность в сапогах 3». В 2004 и 2013 годах были сняты музыкальные клипы на песню.
По статистике телеканала «Русский бестселлер», «Юность в сапогах» является одной из самых узнаваемых тем из российских сериалов.

## История
Песня «Юность в сапогах» была написана и записана лидером группы «Конец фильма» Евгением Феклистовым в августе 2004 года по заказу компании «Леан-М» для российского сериала «Солдаты» от телеканала РЕН ТВ. По данным официального сайта «Чартовой дюжины» Нашего радио, Евгений прослужил два года в стройбате в Нижнем Новгороде. Первоначально носила название «Солдатская» и была записана с дополнительным куплетом, который не вошёл в основную версию. По признанию Феклистова, «Конец фильма» писали новый альбом, а музыку для сериала делали в промежутках.

Долгое время нас с этой песней («Элис») только и ассоциировали, пока в 2004 году мы не оказались участниками саундтрека к сериалу «Солдаты». На тот момент никто не знал, что это за сериал, он позиционировался как некоммерческое, чуть ли не альтернативное кино. Мы сидели в какой-то чебуречной с создателями этого сериала, разговор не шел ни о каких деньгах или прибыли, для нас это просто была помощь.— Евгений Феклистов

### Музыкальный клип
В 2004 году было снято промовидео для сериала. Как говорит Евгений Феклистов, «его трудно назвать клипом». Правообладателями ролика были «Леан-М», и группа не могла использовать его в своих целях. Через девять лет, в 2013 году, «Конец фильма» решили создать новую версию клипа в воинской части спецназа «Пересвет». Режиссёрами клипа выступили Владимир Ферапонтов и Роберт Багдасарян.

## Популярность
Вслед за популярностью песни последовали ремиксы, рингтоны для сотовых телефонов и пародии. Для использования в последующих сезонах «Солдат» сериала были придуманы новые варианты текста и записаны версии «Юность в сапогах 2» и «Юность в сапогах 3».

После этого мы стали уже создателями не одного хита, а двух хитов и одного рингтона. Помню, я стоял в магазине — и эта «Юность в сапогах» играла на телефоне у трёх людей одновременно.— Евгений Феклистов
По данным интернет-проекта Moskva.FM, композиция была в ротации нескольких российских радиостанций. За семь лет — с 2008 по 2015 год — её прослушали около 948 000 раз. По статистике телеканала «Русский бестселлер», среди 13 самых узнаваемых тем из российских фильмов и сериалов «Юность в сапогах» заняла 2-е место после главной темы из сериала «Бригада».

## Сборник
В сентябре 2005 года лейблом «Мегалайнер» был издан сборник «Юность в сапогах», представляющий собой песни, использованные в «Солдатах», пять вариаций известного хита и менее известные композиции группы.
| №                   | Название                                                | Длительность |
| ------------------- | ------------------------------------------------------- | ------------ |
| 1.                  | «Intro. Знать бы, что там впереди…»                     | 0:17         |
| 2.                  | «Юность в сапогах»                                      | 3:05         |
| 3.                  | «Автобус»                                               | 2:35         |
| 4.                  | «Где-то течёт река… (часть I)»                          | 0:22         |
| 5.                  | «Ляг со мной спать!»                                    | 2:22         |
| 6.                  | «Здравствуй, небо в облаках…»                           | 0:16         |
| 7.                  | «От любви не уйти»                                      | 3:20         |
| 8.                  | «Пусть праздник пройдет!»                               | 0:44         |
| 9.                  | «Вайнштейн (инструментал)»                              | 1:37         |
| 10.                 | «Ветер щекочет глаза…»                                  | 0:25         |
| 11.                 | «Я дам тебе всё»                                        | 3:18         |
| 12.                 | «Спящий разум рождает чудовищ»                          | 0:41         |
| 13.                 | «Пуэрториканец»                                         | 3:25         |
| 14.                 | «Враг не дремлет»                                       | 0:33         |
| 15.                 | «Машина цвета Валентино»                                | 3:38         |
| 16.                 | «Старость без сапог»                                    | 0:33         |
| 17.                 | «Джо (инструментал)»                                    | 3:43         |
| 18.                 | «Где-то течёт река… (часть II)»                         | 0:25         |
| 19.                 | «Ночь Одиночество»                                      | 2:34         |
| 20.                 | «Юность в сапогах 2»                                    | 2:11         |
| 21.                 | «Юность в сапогах (DJ Грув remix)» (Бонус-трек)         | 3:49         |
| 22.                 | «Юность в сапогах (Digital Machine remix)» (Бонус-трек) | 3:07         |
| 23.                 | «Юность в сапогах (караоке)» (Бонус-трек)               | 3:03         |
| Общая длительность: | Общая длительность:                                     | 42:03        |